# (33448) Aaronyeiser
1999 FT24 (asteroide 33448) é um asteroide da cintura principal. Possui uma excentricidade de 0.04155620 e uma inclinação de 5.64515º.
Este asteroide foi descoberto no dia 19 de março de 1999 por LINEAR em Socorro.